# Pierre Nagler
Pierre Nagler (* 9. Februar 2002 in Innsbruck) ist ein österreichischer Fußballspieler.

## Karriere

### Verein
Nagler begann seine Karriere beim FC Wacker Tirol, der sich zur Saison 2007/08 in FC Wacker Innsbruck umbenannte. Im Oktober 2007 wechselte er zum SV Innsbruck. Nach der Saison 2007/08 wurde er vom Spielbetrieb abgemeldet. Nach einer kurzen Pause kehrte er jedoch im September 2008 wieder zum SV Innsbruck zurück. Zur Saison 2014/15 kehrte er zu Wacker Innsbruck zurück. Im Jänner 2016 wechselte er in die AKA St. Pölten. Nach eineinhalb Jahren in der St. Pöltner Akademie wechselte er zur Saison 2017/18 in die AKA Linz.
Im Februar 2019 stand er gegen die Zweitmannschaft von Wacker Innsbruck erstmals im Kader des Zweitligisten FC Juniors OÖ. Zur Saison 2019/20 wurde er fester Teil des Kaders der Juniors. Sein Debüt in der 2. Liga gab er im Juli 2019, als er am ersten Spieltag jener Saison gegen den SV Lafnitz in der 61. Minute für Florian Aigner eingewechselt wurde.
Zur Saison 2020/21 wechselte er zum FC Wacker Innsbruck, bei dem er bereits in seiner Jugend gespielt hatte. Für die Innsbrucker kam er in der Saison 2020/21 ausschließlich für die drittklassigen Amateure zum Zug, für die er zwölf Partien in der Tiroler Regionalliga absolvierte. Zur Saison 2021/22 wurde er innerhalb der 2. Liga an den FC Dornbirn 1913 verliehen. Während der Leihe kam er zu 22 Zweitligaeinsätzen für Dornbirn.
Zur Saison 2022/23 kehrte er dann nicht mehr zum inzwischen insolventen Wacker zurück, sondern wechselte zum drittklassigen VfB Hohenems.

### Nationalmannschaft
Nagler spielte im April 2017 erstmals für eine österreichische Jugendnationalauswahl. Im September 2018 debütierte er gegen Zypern für die österreichische U-17-Auswahl. Mit dieser nahm er 2019 auch an der EM teil. Bei dieser kam er in allen drei Spielen zum Einsatz, mit Österreich schied er jedoch punktelos als Letzter der Gruppe D in der Vorrunde aus.
Im September 2019 debütierte er gegen Irland für die U-18-Auswahl.